# Поповка (Воскресенское сельское поселение)
Поповка — деревня в Череповецком районе Вологодской области.
Входит в состав Воскресенского сельского поселения (с 1 января 2006 года по 8 апреля 2009 года была центром Дмитриевского сельского поселения), с точки зрения административно-территориального деления — центр Дмитриевского сельсовета.
Расстояние до районного центра Череповца по автодороге — 77 км, до центра муниципального образования Воскресенского по прямой — 25 км. Ближайшие населённые пункты — Качалка, Останино, Курьяково.
По переписи 2002 года население — 168 человек (73 мужчины, 95 женщин). Преобладающая национальность — русские (90 %).